# Paul Maslansky

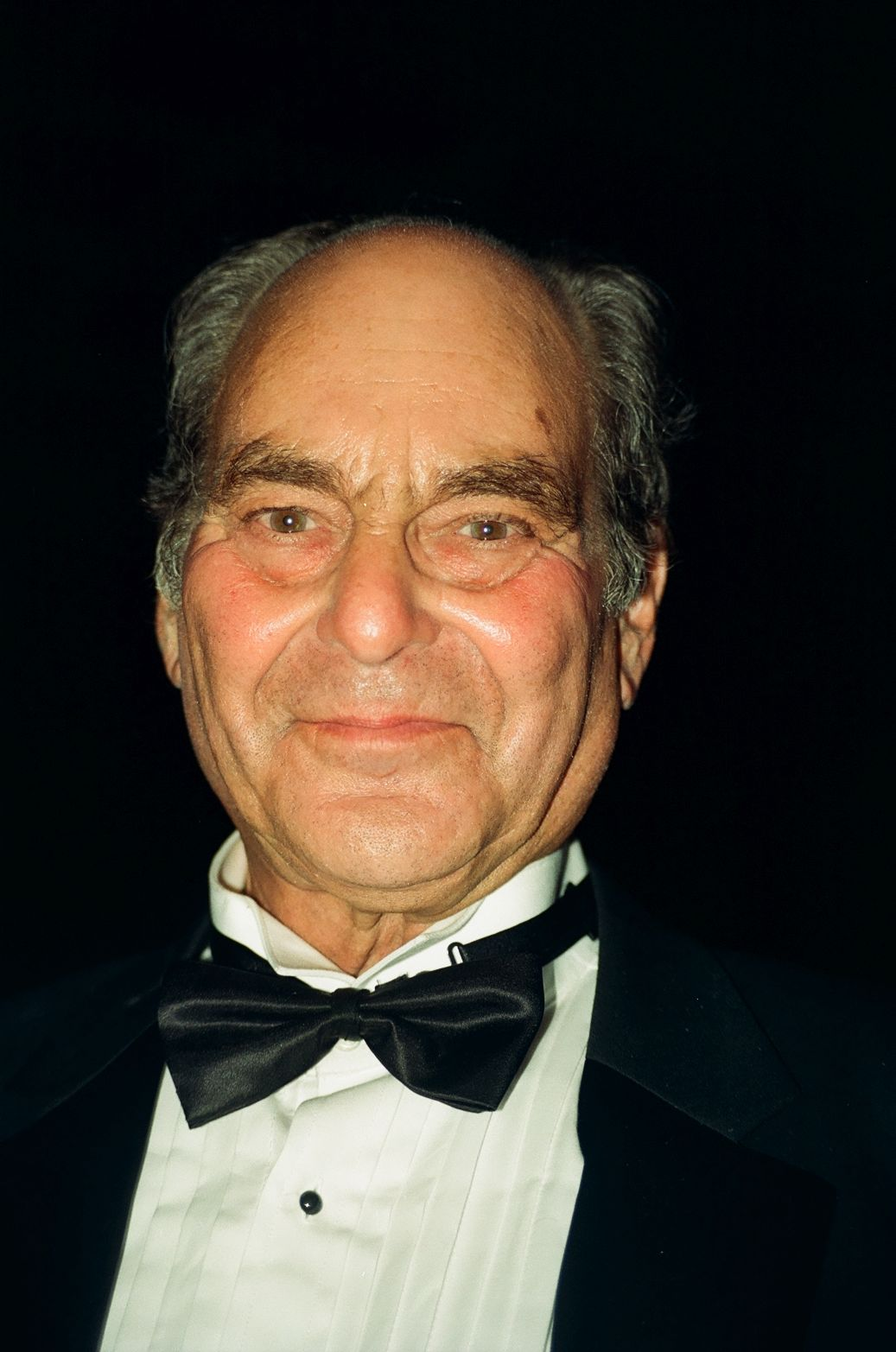
Paul Maslansky (1999)

Paul M. Maslansky (* 23. November 1933 in New York City, New York; † 2. Dezember 2024 in Thousand Oaks, Kalifornien) war ein US-amerikanischer Filmproduzent.

## Leben
Er studierte Jura an der Washington and Lee University in Lexington (Virginia), wo er 1954 abschloss, sowie an der New York University. Er arbeitete als Radioverkäufer und Trompetenspieler in Jazz-Bands, bis er nach Paris ging, um dort an der Cinémathèque Française zu studieren. Kurz vor seinem Abschluss erhielt er in Cannes einen besonderen Preis für seinen Film Letter from Paris. Ab 1962 war er in Europa als Produzent tätig, zuerst in Low-Budget-Produktionen, später dann in größeren Kooperationen, auch mit seiner Heimat USA.
Nachdem er als Soldat der US Army schon in Europa gedient hatte, meldete er sich 1967 freiwillig für den Sechstagekrieg in Israel.
Später produzierte er 1971 die erste Koproduktion zwischen Italien und der Sowjetunion, den Film Krasnaja palatka von Michail Kalatosow, mit. Auch beim ersten gemeinsamen Filmprojekt zwischen den USA und der Sowjetunion, dem Film Der blaue Vogel von George Cukor aus dem Jahr 1976, war er als Produzent beteiligt. 1974 war er Regisseur des Horrorfilms Die schwarzen Zombies von Sugar Hill. Mehrfach arbeitete er mit Alan Ladd Jr. zusammen.
Sein kommerziell erfolgreichstes Projekt ist die Police-Academy-Serie, bei der er sämtliche sieben Filme produzierte. Auch die beiden Serien der Police Academy, 1988 eine Cartoonserie und 1997 eine TV-Serie, hat er produziert. Letztere blieb auch sein letztes abgeschlossenes Projekt. Die Arbeiten an Police Academy 8, der das Finale der Serie darstellen soll, blieben zu seinen Lebzeiten unvollendet.
Er war Jazztrompeter bei der Beverly Hills Unlisted Jazz Band.
Maslansky hinterließ drei Kinder. Er starb im Alter von 91 Jahren eines natürlichen Todes in einem Krankenhaus.

## Filmografie (Auswahl)
- 1972: Tunnel der lebenden Leichen (Death Line)
- 1974: Die schwarzen Zombies von Sugar Hill (Sugar Hill), Regie
- 1975: Vier im rasenden Sarg (Race with the Devil)
- 1976: Der blaue Vogel (The Blue Bird)
- 1977: Straße der Verdammnis (Damnation Alley)
- 1978: Das Geheimnis des blinden Meisters (Circle of Iron)
- 1984: Police Academy – Dümmer als die Polizei erlaubt (Police Academy)
- 1985: Police Academy 2 – Jetzt geht’s erst richtig los (Police Academy 2: Their First Assignment)
- 1985: Oz – Eine fantastische Welt (Return to Oz)
- 1986: Police Academy 3 – … und keiner kann sie bremsen (Police Academy 3: Back in Training)
- 1987: Police Academy 4 – Und jetzt geht’s rund (Police Academy 4: Citizens on Patrol)
- 1988: Police Academy 5 – Auftrag Miami Beach (Police Academy 5: Assignment: Miami Beach)
- 1989: Police Academy 6 – Widerstand zwecklos (Police Academy 6: City Under Siege)
- 1990: Das Rußland-Haus (The Russia House)
- 1993: Ein Cop und ein Halber (Cop and ½)
- 1994: Police Academy 7 – Mission in Moskau (Police Academy: Mission to Moscow)
- 1995: Fluke